# Zabakuck
Zabakuck là một đô thị thuộc huyện Jerichower Land, bang Sachsen-Anhalt, Đức. Đô thị Zabakuck có diện tích 11,41 km², dân số thời điểm ngày 31 tháng 12 năm 2006 là 206 người.